# Coupe Paul Dejean 2014-2015
 (mars 2025).
Navigation
Coupe Paul Dejean
2013 - 2014 Coupe Paul Dejean
2015 - 2016
La coupe Paul Dejean est une compétition française de rugby à XIII disputée entre les clubs de la troisième division nationale du rugby à XIII, la Division Nationale 1.
Cette compétition est organisée par la Fédération française de rugby à XIII.
Pour cette édition 2014 - 2015, la FFR XIII a choisi d'obliger tous les clubs de la division à y participer et a également choisi d'orienter le tirage au sort du premier tour en regroupant les clubs en trois zones géographiques : Sud, Est et Ouest.
Les dates choisies pour la compétition sont les 17 et 18 janvier 2015 pour le 1er tour, le 15 février 2015 pour le tour de cadrage, les 15 et 16 mars 2015 pour les 1/4 de finale, le 1, 2 ou 3 mai 2015 pour les 1/2 finales et enfin le 16 ou 17 mai 2015 pour la finale.
Les rencontres ont lieu chez l'équipe tirée en premier lors des différents tirages au sort pour le 1er tour, le tour de cadrage et les 1/4 de finale. Les 1/2 finales qui ont lieu sur la pelouse du stade des Alpilles de Saint-Martin-de-Crau et la finale qui a lieu sur la pelouse du stade Jean Bernège de Tonneins sont eux défini par la FFR XIII.

## Déroulement de la compétition

### Premier tour
Le tirage au sort a été orienté en regroupant les clubs en trois zones géographiques distinctes : Sud, Est et Ouest. Celui-ci a été effectué le samedi 13 décembre 2014 durant l'assemblée générale de la FFR XIII par lasecrétaire général adjointe, Mme Sabine Foghin et le secrétaire général, M. Michel Pianelli.
L'équipe de l'US Trentels XIII est exempt pour ce tour mais se déplacera chez un des vainqueurs au tour de cadrage. En raison de la qualification de l'AS Clairac XIII et de Villegailhenc Aragon XIII pour le deuxième tour de la coupe de France Lord Derby, leur rencontre initialement prévu le dimanche 18 janvier 2015 a été reporté au dimanche 15 février 2015.
| Zones | Club                      | Score   | Club                              | Lieu                                 | Date, heure                      | Arbitre               |
| ----- | ------------------------- | ------- | --------------------------------- | ------------------------------------ | -------------------------------- | --------------------- |
| Sud   | RC Salon XIII             | 10 - 29 | US Entraigues XIII                | Stade Roustan, Salon-de-Provence     | Dimanche 18 janvier 2015 - 15h00 | M. Delarose Kévin     |
| Sud   | Paris XIII                | 38 - 8  | RC Roanne XIII                    | Stade de la Cipale , Paris           | Dimanche 18 janvier 2015 - 15h00 | M. Saudel Pascal      |
| Sud   | US Cavaillon XIII         | 22 - 21 | Saint Martin de Crau XIII         | Stade Pagnetti , Cavaillon           | Dimanche 18 janvier 2015 - 15h00 | M. Frileux Richard    |
| Est   | Le Soler XIII             | 26 - 36 | US Ferrals XIII                   | Stade Municipal, Le Soler            | Dimanche 18 janvier 2015 - 15h00 | M. Cau Frédéric       |
| Est   | AS Preixan-Lauquet XIII   | 28 - 15 | Saint Laurent de la Salanque XIII | Stade ?, Preixan                     | Dimanche 18 janvier 2015 - 15h00 | M. Harrat Rally       |
| Est   | Villegailhenc Aragon XIII | 39 - 20 | Villeneuve Minervois XIII         | Stade ?, Villegailhenc               | Dimanche 15 février 2015 - 15h00 | M. Bessières Stéphane |
| Ouest | Ramonville XIII           | 24 - 12 | RC Lescure-Arthès XIII 2          | Stade Mourlan, Ramonville-Saint-Agne | Dimanche 18 janvier 2015 - 15h00 | M. De Azevedo Jérôme  |
| Ouest | AS Clairac XIII           | 32 - 12 | Sauveterre de Comminges XIII      | Stade Vivens, Clairac                | Dimanche 15 février 2015 - 15h00 | M. Saudel Pascal      |

### Tour de cadrage
Le nombre d'équipe qualifiées étant de 9, un tour de cadrage a été mis en place afin de descendre à 8 équipes et ainsi pouvoir passer aux 1/4 de finale. Le tirage au sort a été effectué le 23 janvier 2015 par M. Claude Garcia, adjoint aux sports de la mairie de Sauveterre de Comminges sous la responsabilité de M. Marcel Chanfreau, président de la commission de DN1 au sein de la FFR XIII.
| Club            | Score   | Club             | Lieu                                 | Date, heure                      | Arbitre           |
| --------------- | ------- | ---------------- | ------------------------------------ | -------------------------------- | ----------------- |
| Ramonville XIII | 20 - 18 | US Trentels XIII | Stade Mourlan, Ramonville-Saint-Agne | Dimanche 15 février 2015 - 15h00 | M. Delarose Kévin |

### 1/4 de finale
Le tirage au sort des 1/4 de finale a été effectué le dimanche 22 février 2015 à la maison des sportifs de Ramonville-Saint-Agne par M. Jean-Luc Palevody, conseiller municipal délégué aux sports de la commune, Mme Françoise Pouget, conseillère générale du canton et M. Christophe Lubac, maire de la commune, sous la responsabilité de M. Marcel Chanfreau, président de la commission de DN1 au sein de la FFR XIII.
| Club                    | Score   | Club                      | Lieu                                        | Date, heure                   | Arbitre               |
| ----------------------- | ------- | ------------------------- | ------------------------------------------- | ----------------------------- | --------------------- |
| US Entraigues XIII      | 25 - 16 | Paris XIII                | Stade Mauro, Entraigues-sur-la-Sorgue       | Dimanche 15 mars 2015 - 15h00 | M. Crespo Jordi       |
| US Cavaillon XIII       | 4 - 40  | AS Clairac XIII           | Stade Lombard, Cavaillon                    | Dimanche 15 mars 2015 - 15h00 | M. Matter Jean-Pierre |
| US Ferrals XIII         | 16 - 8  | Villegailhenc Aragon XIII | Stade de la Fontaine, Ferrals-les-Corbières | Dimanche 15 mars 2015 - 15h00 | M. Molinier Laurent   |
| AS Preixan-Lauquet XIII | 42 - 16 | Ramonville XIII           | Stade du CES, Limoux                        | Samedi 14 mars 2015 - 18h00   | M. Poumes Geoffrey    |

### 1/2 finales
À la suite de l'appel à candidature pour organiser les deux demi-finales, celles-ci se joueront sur la pelouse du stade des Alpilles de Saint-Martin-de-Crau le 1er, 2 ou 3 mai 2015.
| Club                    | Score   | Club               | Lieu                                     | Date, heure      | Arbitre         |
| ----------------------- | ------- | ------------------ | ---------------------------------------- | ---------------- | --------------- |
| AS Clairac XIII         | 18 - 21 | US Ferrals XIII    | Stade des Alpilles, Saint-Martin-de-Crau | 3 mai 2015 (14h) | M. Crespo Jordi |
| AS Preixan-Lauquet XIII | 31 - 30 | US Entraigues XIII | Stade des Alpilles, Saint-Martin-de-Crau | 3 mai 2015 (16h) |                 |

### Finale
À la suite de l'appel à candidature pour organiser la finale, celle-ci se jouera sur la pelouse du stade Jean Bernège de Tonneins le 16 ou17 mai 2015.
| Club            | Score   | Club                    | Lieu                         | Date, heure | Arbitre |
| --------------- | ------- | ----------------------- | ---------------------------- | ----------- | ------- |
| US Ferrals XIII | 27 - 26 | AS Preixan-Lauquet XIII | Stade Jean Bernège, Tonneins | 17 mai 2015 |         |